# シルバーランド
シルバーランド（1970年3月28日 - 1995年6月29日）は、日本中央競馬会に所属していた競走馬・種牡馬。芦毛の快速馬と呼ばれた。

## 来歴

### 戦績
1972年（旧3歳）12月に阪神でデビューして連勝するものの、生来の虚弱体質から来る脚部不安で半年間の休養を余儀なくされる。そのため春のクラシックを棒に振ることとなり、1973年（旧4歳）6月の復帰。同期のハイセイコーが日本ダービーで3着に敗退した翌週の露草賞（500万下）に勝利してオープン入りを果たし、関西のクラシック有力候補として秋のクラシックを目指すこととなる。
その後の中京平場オープン・神戸新聞杯・京都新聞杯は不良馬場でそれぞれ5着・6着・5着と敗退。良馬場の菊花賞では距離の壁に泣き、スタートで出遅れてタケホープの9着に敗れた。
次走の愛知杯では5馬身差の圧勝で1分59秒9のレコードタイムを叩き出す。これは日本で初めて2000メートルのレースで2分を切った例で、馬として歴史に名を残すこととなった。
その後は11ヶ月の長期休養を経て、1974年（旧5歳）は10月の京都平場オープンで復帰。11月の天王山特別（700万下）で1番人気に応えると、3戦目の愛知杯で連覇を達成。2年前にはシンザンミサキがこのレースを制しており、シンザン産駒の3連覇となった。3度目の長期休養となる9ヶ月の休養を経て、1975年（旧6歳）は9月の阪神800万下を難なく快勝した後、不良馬場となった京都大賞典では11着と惨敗を喫するが、自身唯一の東上となったカブトヤマ記念では1番人気には応えられなかったものの3着と好走。
関西に戻ってウインターC（900万下）を勝った後は5ヶ月の休養に入り、1976年（旧7歳）は4月のマイラーズCでゴールドイーグルを破って重賞3勝目を挙げる。続く天皇賞（春）は4歳時の菊花賞以来となる八大競走出場となったが、苦手の不良馬場で過去最低の16着と大敗。その後はスワンS2着→朝日CC3着→京都大賞典4着→京都記念（秋）5着と走り続け、中京平場オープンで久々に勝利を挙げると、CBC賞では1400mで1分21秒8のレコードを叩き出す。
9ヶ月の休養を経て、1977年（旧8歳）はデビュー時から手綱を握っていた高橋成忠が引退したため、主戦騎手を高橋から福永洋一にバトンタッチ。復帰戦の阪神平場オープンは1年目の久保田敏彦で勝ち、福永が跨がった京都平場オープンでは重馬場で勝利。初めて良馬場以外の馬場コンディションで勝利を挙げると、続く京都記念（秋）では後に天皇賞（秋）でトウショウボーイ・グリーングラスを破るホクトボーイの2着に入る。京阪杯では3戦連続の重馬場に加えて60kgのトップハンデを背負ったが、外国騎手招待で来日していたイヴ・サンマルタン騎乗のマーブルペンタスを破って重賞5勝目を飾った。レース後にサンマルタンは「私がいかにこのマーブルペンタスを走らせても、前のあの白い馬には勝てなかったでしょう」と語った。陣営は有馬記念挑戦のプランを立てるが、脚を故障したため引退。

### 引退後
引退後は種牡馬入りしたが、種付け数も少なく1986年ステイヤーズS2着のイズモランド、寿賞の勝ち馬でクラシックにも出走したウーマンパワーを出した程度に終わった。
その他の産駒として、平地競走馬ではないがミルキーウェイ（Milky Way、1981年6月2日生まれ）という馬がいる。この馬は母はタイセイランド、父から受け継いだ芦毛を持ち、当初はシルバータイセイという名で走っていた（障害：20戦1勝）。後に乗馬になるが、癖馬で見捨てられそうになる。その後、澤井孝夫に素質を見出され本格的に調教を受け、ソウル五輪などに馬術障害飛越代表として出場した。この澤井孝夫とミルキーウェイの活躍は書籍 (ISBN 4036343009) にもなっている。ヨーロッパ遠征中にスイスで白血病により死亡。元競走馬がオリンピック出場にまで至ったのは日本ではこの一例しかない。
晩年、シルバーランドは芦毛馬の宿命・皮膚癌の兆候が出てきたものの、モロヘイヤを混ぜた粉末飼料の効果もあって回復して来た矢先、放牧中のアクシデントによる靭帯切断で立てなくなって死去。

## 子孫
繁殖牝馬となった産駒は7頭。母の父としてはウーマンパワーから札幌3歳ステークスに勝ったインターボイジャーが出ている。
ウーマンパワーから娘方向に2代下ったレイナロバリーの牝系子孫は2019年時点でも生き残っており、グランドレイナやレイナワルツ、スーサンジョイが出ている。
高額な種牡馬が交配される年もあり、この牝系の評価は低くない。
- シルバーランド（1970）
  - ウーマンパワー（1979）寿賞
    - インターボイジャー（1987）札幌3歳S
    - グランドウイナー（1988）寒桜賞
      - レイナシンフォニー（2004）フローラS4着
      - レイナロバリー（1992）エルフィンS3着、4歳牝馬特別5着
        - グランドレイナ（1998）3戦2勝、紅梅S
        - レイナワルツ（2000）17勝、JBCクラシック3着、フィリーズレビュー3着
          - クインポルカ（2010）
          - ティーエスネオ（2011）木津川特別
          - ティーエスクライ（2012）かもめ島特別
          - レイナプティ（2013）

        - グランジョイ（2005）
          - スーサンジョイ（2012）ポラリスS、大和S、オータムリーフS
          - スーサンゴー（2014）

※太字は2020年時点での繁殖牝馬

## 血統表
| シルバーランドの血統（ボワルセル系（セントサイモン系） / Gainsborough5×5=6.25%） | シルバーランドの血統（ボワルセル系（セントサイモン系） / Gainsborough5×5=6.25%） | シルバーランドの血統（ボワルセル系（セントサイモン系） / Gainsborough5×5=6.25%） | （血統表の出典）     | （血統表の出典） |
| 父 シンザン 1961 鹿毛                                                            | 父の父*ヒンドスタン Hindostan1946 黒鹿毛                                         | Bois Roussel                                                                     | Vatout               | Vatout           |
| 父 シンザン 1961 鹿毛                                                            | 父の父*ヒンドスタン Hindostan1946 黒鹿毛                                         | Bois Roussel                                                                     | Plucky Liege         |                  |
| 父 シンザン 1961 鹿毛                                                            | 父の父*ヒンドスタン Hindostan1946 黒鹿毛                                         | Sonibai                                                                          | Solario              | Solario          |
| 父 シンザン 1961 鹿毛                                                            | 父の父*ヒンドスタン Hindostan1946 黒鹿毛                                         | Sonibai                                                                          | Udaipur              |                  |
| 父 シンザン 1961 鹿毛                                                            | 父の母ハヤノボリ 1949 栗毛                                                       | ハヤタケ                                                                         | *セフト              | *セフト          |
| 父 シンザン 1961 鹿毛                                                            | 父の母ハヤノボリ 1949 栗毛                                                       | ハヤタケ                                                                         | 飛竜                 |                  |
| 父 シンザン 1961 鹿毛                                                            | 父の母ハヤノボリ 1949 栗毛                                                       | 第五バツカナムビユーチー                                                         | *トウルヌソル        | *トウルヌソル    |
| 父 シンザン 1961 鹿毛                                                            | 父の母ハヤノボリ 1949 栗毛                                                       | 第五バツカナムビユーチー                                                         | バツカナムビユーチー |                  |
| 母 ヤサカランド 1959 芦毛                                                        | 母の父＊ヤサカ 1952 栗毛                                                         | Summertime                                                                       | Precipitation        | Precipitation    |
| 母 ヤサカランド 1959 芦毛                                                        | 母の父＊ヤサカ 1952 栗毛                                                         | Summertime                                                                       | Great Truth          |                  |
| 母 ヤサカランド 1959 芦毛                                                        | 母の父＊ヤサカ 1952 栗毛                                                         | Oleno                                                                            | Vaals                | Vaals            |
| 母 ヤサカランド 1959 芦毛                                                        | 母の父＊ヤサカ 1952 栗毛                                                         | Oleno                                                                            | Paxeno               |                  |
| 母 ヤサカランド 1959 芦毛                                                        | 母の母*ホワイトランド 1950 芦毛                                                  | Moorcock                                                                         | Mieuxce              | Mieuxce          |
| 母 ヤサカランド 1959 芦毛                                                        | 母の母*ホワイトランド 1950 芦毛                                                  | Moorcock                                                                         | Great Tit            |                  |
| 母 ヤサカランド 1959 芦毛                                                        | 母の母*ホワイトランド 1950 芦毛                                                  | Tamineh                                                                          | Nizami               | Nizami           |
| 母 ヤサカランド 1959 芦毛                                                        | 母の母*ホワイトランド 1950 芦毛                                                  | Tamineh                                                                          | Lady Fox F-No.25     |                  |